# Tang Zhiqi
Tang Zhiqi' (chinois : 唐志契 ; pinyin : táng zhìqì ; Wade : T'ang Tchek'i ; EFEO : T'ang Chih-Ch'i) parfois référencé Zhiqi Tang, surnom : Xuansheng (玄生, xuánshēng), nom de pinceau: Fuwu (敷五, fūwǔ) est un peintre de paysages, chinois du XVIe siècle, sous la dynastie Ming originaire de Hailing (subdivision administrative de la province du Jiangsu). Il est né en 1579 et mort en 1651. 

## Biographie
Zhiqi Tang est un peintre de paysages et auteur d'un traité intitulé le Huishi Weiyan (vers 1620, ouvrage relativement important, qui se divise en deux parties: tout d'abord, une cinquantaine de brèves rubriques où l'auteur traite de diverses questions esthétiques et critiques et de quelques points techniques, avec certains jugements très intéressants; puis un recueil de propos d'artistes célèbres, classés sans ordre particulier mais présentant un intérêt documentaire.

## Propos sur la peinture
Peintre et théoricien, Zhiqi Tang apporte son témoignage et son expérience dans certains commentaires de Shitao (Propos sur la peinture du Moine Citrouille-Amère), lesquels sont malheureusement intraduisibles pour être rapportés ici.